# Однажды в Голливуде (роман)
«Однажды в Голливуде» (англ. Once Upon a Time in Hollywood) — роман Квентина Тарантино, опубликованный в 2021 году. Представляет собой расширенную новеллизацию одноимённого фильма 2019 года.

## Содержание
Действие романа происходит в Голливуде в 1960-е годы. Главные герои — актёр Рик Далтон, решающий, что ему делать со своей кинокарьерой, и его друг-каскадёр Клифф Бут, который несколько раз сталкивается с последователями Чарльза Мэнсона. Книга существенно отличается от фильма по своему содержанию. Кульминационный момент кинокартины, схватка Рика с членами секты, которые пришли убивать Шэрон Тейт 9 августа 1969 года, в романе только упоминается, читатель больше узнаёт о прошлом главных героев, больше места в повествовании занимают Чарльз Мэнсон и Роман Полански.

## Публикация и оценки
Книга увидела свет 29 июня 2021 года и получила противоречивые оценки критиков. Дуайт Гарнер из The New York Times отметил, что Тарантино «не стремится произвести на нас впечатление сложностью своих предложений… Он здесь, чтобы рассказать историю в стиле Элмора Леонарда». Питер Брэдшоу из The Guardian назвал книгу «совершенно возмутительной и увлекательной». Чарльз Эрроусмит из Washington Post похвалил атмосферу романа и «взрывные диалоги», которые, по его словам, прочитанными впечатляют так же сильно, как и услышанные. Российский кинокритик Антон Долин назвал «Однажды в Голливуде» «элегически грустным, неторопливым, по-прустовски въедливым романом о духе времени».
Кэти Россейнски из Evening Standard написала: «Трудно отделаться от ощущения, что Тарантино пишет свой собственный фанфик, хотя и с неоспоримым талантом». Кейли Дональдсон из Pajibi уверена, что таланты Тарантино не подходят для литературы: «Удивительно, — отметила она, — как [роман] делает фильм менее интересным».
Сразу после публикации роман стал самой продаваемой книгой на Amazon. По итогам первой же недели продаж он занял первое место в списке бестселлеров художественной литературы The New York Times.